# Bab Marzouka
Bab Marzouka (franska: Bab Marzouka (CR), Bab Marzouka (Commune Rurale), arabiska: باب بودير) är en kommun i Marocko.   Den ligger i provinsen Taza och regionen Fès-Meknès, i den nordöstra delen av landet, 250 km öster om huvudstaden Rabat. Antalet invånare är 20 846.